# Безерра до Насименто, Патрик
Па́трик Безе́рра до Насиме́нто, более известный как просто Па́трик (порт. Patrick Bezerra do Nascimento) (29 июля 1992, Рио-де-Жанейро) — бразильский футболист, полузащитник клуба «Сан-Паулу».

## Биография
Патрик начинал заниматься футболом в клубе «Операрио Ферровиарио». Во взрослом футболе он дебютировал 28 августа 2011 года в гостевом матче бразильской Серии D против «Оэсте». Патрик вышел на замену на 80 минуте, и его команда выиграла 1:0.
В 2013 году сменил две команды — «Марсилио Диас» и СЭР Кашиас. В начале 2014 года выступал в Лиге Паулисте за «Комерсиал» (Рибейран-Прету), после чего перешёл в турецкий «Газиантепспор». Однако в Турции бразилец не сыграл ни одного матча, и в начале 2015 года вернулся в СЭР Кашиас.
В 2015—2017 годах Патрик выступал за «Гояс». Именно за «попугаев» игрок дебютировал в Серии A чемпионата Бразилии. 16 мая 2015 года он помог своей команде дома обыграть «Атлетико Паранаэнсе» со счётом 2:0. Вместе с «Гоясом» в 2016 и 2017 годах выигрывал чемпионат штата. В марте 2017 года, после завершения контракта с предыдущим клубом, Патрик перешёл в «Спорт Ресифи». Он стал одним из лучших игроков «львов» в чемпионате Бразилии, но после завершения турнира стороны не смогли договориться о продлении контракта.
С 2018 по 2021 год Патрик выступал за «Интернасьонал». В 2020 году помог «Интеру» занять второе место в чемпионате Бразилии. Статистически это был лучший к тому моменту сезон в карьере полузащитника. В 52 матчах календарного года он забил восемь голов и отдал пять голевых передач.
8 января 2022 года «Сан-Паулу объявил о подписании контракта с Патриком на два сезона. Новичок довольно скоро стал игроком основы. Уже к сентябрю он повторил свой лучший результат в карьере — восемь голов и две передачи, однако сделал это за 40 матчей. В ответном полуфинале Южноамериканского кубка Патрик оформил дубль в ворота «Атлетико Гоияниенсе», что, с учётом поражения в первом матче (1:3) позволило перевести противостояние в серию пенальти, которую «Сан-Паулу» выиграл 4:2 и вышел в финал.

## Титулы и достижения
- Чемпион штата Гояс (2): 2016, 2017
- Вице-чемпион Бразилии (1): 2020